# Синтактическая пена

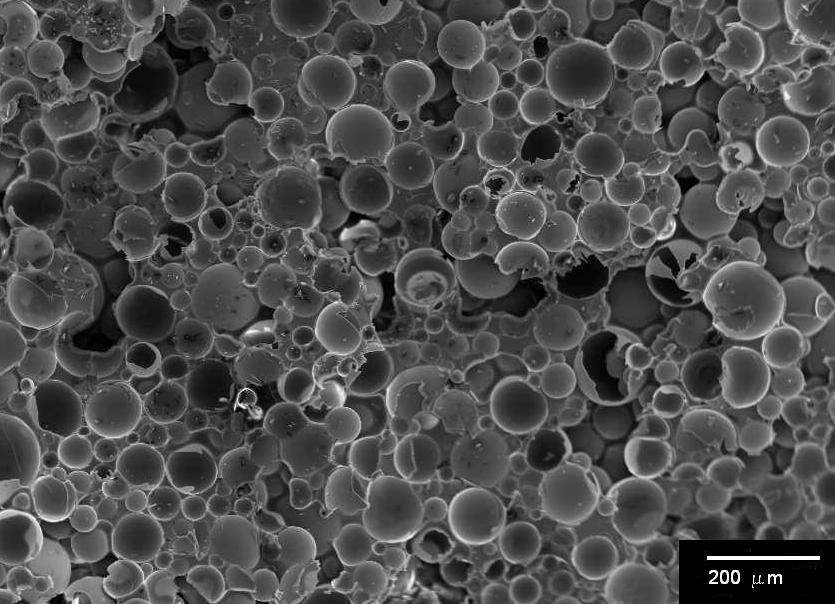
Синтактическая пена, состоящая из микроскопических полых стеклянных шариков, залитых эпоксидной смолой, под сканирующим электронным микроскопом.

Синтактическая пена — композитный материал, вид газонаполненных пластиков, наполнителями в которых служат полые сферические частицы (из синтетических полимеров, стекла и др.), равномерно распределенные в полимерном связующем. Наличие пустотелых частиц в толще материала обеспечивает его малую плотность, повышенную прочность, пониженный коэффициент теплового расширения, а также, в некоторых случаях, радиопрозрачность.
Применяются в производстве плавучих средств, в качестве тепло- и звукоизоляционного заполнителя облегченных конструкций, в светоотражающих системах для маркировки дорог.